# Matumona Lundala
Matumona Lundala (Goliath) (nacido el 1 de octubre de 1972) es un exfutbolista angoleño que jugaba como portero. Ganó la Copa Angoleña 2005 con el Sagrada Esperança. También integró la selección de Angola en la Copa Africana de Naciones de 2006.
- Datos: Q6320802